# Wendlandia heynei
Wendlandia heynei là một loài thực vật có hoa trong họ Thiến thảo. Loài này được (Schult.) Santapau & Merchant miêu tả khoa học đầu tiên năm 1962.